# Premi Internacional Joan Antoni Samaranch
El Premi Internacional Joan Antoni Samaranch és un premi esportiu de caràcter internacional atorgat anualment, des de 2011, a esportistes, institucions o grups de persones que transmetin valors com esforç, solidaritat i compromís entre el tennis i l'esport.
El premi porta el nom de Joan Antoni Samaranch, president del Comitè Olímpic Internacional entre 1980 i 2001. El jurat està compost per: Maria Teresa Samaranch, filla de l'ex-president: directors esportius; presidents de federacions; i esportistes com Arantxa Sánchez Vicario o Carles Moyà.
El trofeu, realitzat per Miquel Planas i Rosselló, està format per dos elements d'acer inoxidable esmeralditzat que simbolitzen, en una base cilíndrica, la unitat i solidesa sobre la qual se sostenta una al·legoria dels cinc continents amb una referència al tennis en el seu interior en forma de pilota enganxada a la xarxa.

## Guanyadors
- 2011 Rafel Nadal[1]